# Bataille de Peschiera
Batailles
La bataille de Peschiera oppose les Français commandés par le maréchal Masséna aux Autrichiens. La confrontation a lieu le 6 août 1796. Le combat a lieu le lendemain de la bataille de Castiglione.
Le général Victor, marchant à la tête de la 18e, attaque la parallèle, mais ne réussit pas car la résistance est vive et opiniâtre. Le général Rampon reçoit l’ordre de tenter une nouvelle attaque. Il harangue la 32e et s’élance à sa tête sur le flanc de l’ennemi. Les retranchements sont enfoncés à la baïonnette. L'armée autrichienne se replie sur les hauteurs et disparait pendant la nuit.
La 32e demi-brigade eut 131 blessés et 18 morts dont un sous-lieutenant et un capitaine qui fut tué en s'élançant sur une pièce de canon.